# Lenticchia di Santo Stefano di Sessanio
La lenticchia di Santo Stefano di Sessanio è una leguminosa tipica dell'area pedemontana del Gran Sasso d'Italia e in particolare del territorio di Santo Stefano di Sessanio, in provincia dell'Aquila,  riconosciuta tra i prodotti agroalimentari tradizionali abruzzesi e tra i presidi di Slow Food.

## Storia
La coltivazione dei legumi sugli altipiani aquilani è una pratica antichissima; nel caso della lenticchia di Santo Stefano di Sessanio, essa è documentata sin dal X secolo, addirittura prima della fondazione dello stesso borgo, datata al XII-XIII secolo. All'epoca il territorio era controllato dall'abbazia di San Vincenzo al Volturno e le prime fonti a citare la coltivazione della lenticchia sono proprio documenti monastici come il celebre Chronicon Vulturnense.
La coltura è stata poi portata avanti dalla Baronia di Carapelle e dalla Signoria dei Medici che hanno controllato il territorio fino al XVIII secolo; successivamente all'Unità d'Italia, la lenticchia di Santo Stefano di Sessanio compare come prodotto tipico in alcune importanti fonti come Le antiche industrie della provincia di Aquila di Teodoro Bonanni d'Ocre (1888).
Nel 2008 i produttori locali si sono riuniti in consorzio per preservare la tipicità del prodotto.

## Caratteristiche

### Areale
La zona di produzione della lenticchia di Santo Stefano di Sessanio comprende i comuni di Barisciano, Calascio, Castel del Monte, Castelvecchio Calvisio e Santo Stefano di Sessanio, tutti in provincia dell'Aquila. La coltivazione può essere effettuata esclusivamente sui terreni compresi tra i 1 150 ed i 1600 m s.l.m..

### Descrizione
La lenticchia di Santo Stefano di Sessanio è una particolare leguminosa d'altura, il cui biotipo è legato alle condizioni climatiche dell'area – caratterizzata da inverni lunghi e rigide e primavere brevi e fresche – ed alle proprietà del terreno, in prevalenza di natura calcarea. La coltura viene seminata in primavera, generalmente a marzo, e raccolta durante l'estate, tra luglio ed agosto; la maturazione della lenticchia varia molto a seconda dell'altitudine del terreno. Inoltre, per limitare le perdite ed a causa dei terreni molto spesso impervi, la raccolta è quasi esclusivamente manuale, caratteristica che preserva la qualità del prodotto.
Si presenta di dimensioni molto ridotte, generalmente tra i 2 e i 5 mm di diametro, di forma tonda e appiattita e di colore marrone-violaceo, decisamente più scuro rispetto ad altre varietà. È caratterizzata da un basso contenuto di lipidi, bilanciato da un alto contenuto proteico. Per le piccole dimensioni e le particolarità organolettiche, non necessita di rimanere in ammollo prima d'essere consumate.